# HTC 인크레더블 S
HTC 인크레더블 S(Incredible S)는 HTC에서 2011년에 출시한 스마트폰이다. 2010년 4월 미국 버라이즌을 통해 출시된 드로이드 인크레더블(Droid Incredible)의 후속 기종이며, 프리미엄과 보급형 사이의 틈새 시장을 공략한 HTC의 글로벌 전략 기종이다. 2011년 2월 영국 보다폰을 통해 처음 출시되었고, 미국에서도 2011년 4월 버라이즌을 통해 드로이드 인크레더블 2(Droid Incredible 2)라는 이름으로 출시되었다. 대한민국에는 2011년 6월 19일 KT를 통해 출시되었다.

## 개요
발표 당시에는 안드로이드 2.2 프로요가 탑재되었으나 대한민국 출시 모델은 안드로이드 2.3.3 진저브레드를 탑재하였다. CPU는 퀄컴의 2세대 스냅드래곤 MSM8255이며 1 GHz로 동작하고 싱글 코어이다. 중급 스마트폰의 특성상 HTC 센스 UI는 3.0 대신 2.1 버전이 탑재되었다. 디자이어 HD와 거의 동일한 외형 및 사양을 가졌으며, 디자이어 HD보다 화면 및 본체 크기는 작고 배터리 용량은 더 크다. 또한 디스플레이도 기존의 TFT-LCD에서 S-LCD로 업그레이드 되었으며, 디자이어 HD에 없는 전면 카메라가 있어 셀프카메라 촬영 및 영상통화가 가능하다.

## 업데이트
- HTC는 2012년 1월 26일 디자이어 HD와 인크레더블 S의 안드로이드 2.3.5 및 센스 3.0 업데이트를 OTA 방식으로 공개하였다.[3]

## 같이 보기
- HTC 디자이어 HD